# Далас Сити (Илиноис)
Далас Сити (енгл. Dallas City) град је у америчкој савезној држави Илиноис. По попису становништва из 2010. у њему је живело 945 становника.

## Демографија
Према попису становништва из 2010. у граду је живело 945 становника, што је 110 (10,4%) становника мање него 2000. године.
| Група             | 2000.         | 2010.       |
| Белци             | 1.047 (99,2%) | 908 (96,1%) |
| Афроамериканци    | 0 (0,0%)      | 3 (0,3%)    |
| Азијати           | 0 (0,0%)      | 3 (0,3%)    |
| Хиспаноамериканци | 6 (0,6%)      | 15 (1,6%)   |
| Укупно            | 1.055         | 945         |